# عبد الله الهياس
عبد الله الهياس (مواليد 17 يونيو 1998) لاعب كرة قدم إماراتي يجيد اللعب في الوسط .
مثل نادي اتحاد كلباء في الفئات السنية و أعير إلى نادي مسافي في صيف 2020 .